# Mecodium minor
Mecodium minor là một loài dương xỉ trong họ Hymenophyllaceae. Loài này được S.Kaur & Subh.Chandra mô tả khoa học đầu tiên năm 1987.
Danh pháp khoa học của loài này chưa được làm sáng tỏ. 